# Jessica Weller

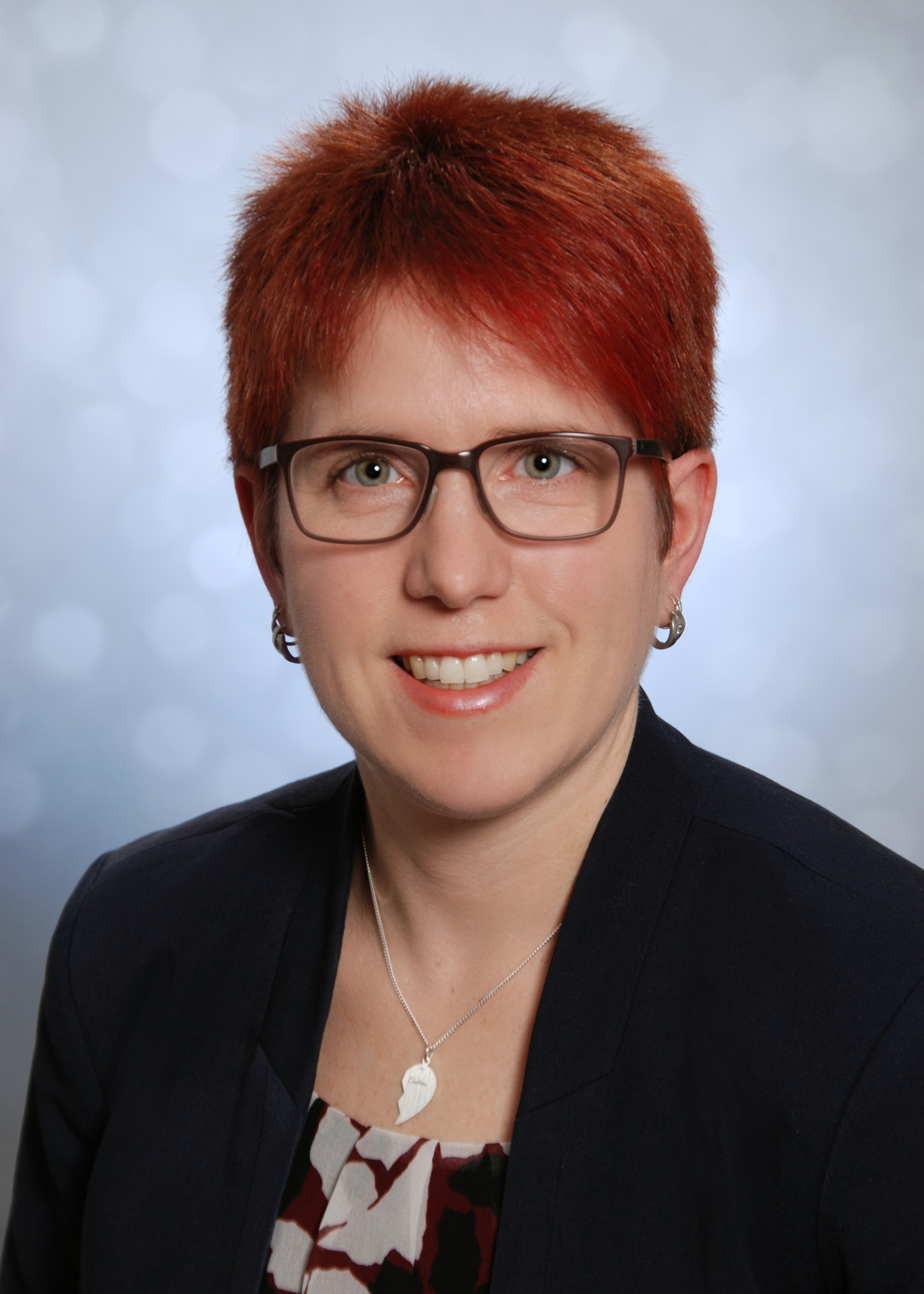
Jessica Weller (2019)

Jessica Weller (* 18. Oktober 1983 in Wissen (Sieg)) ist eine deutsche Politikerin (CDU). Von 2019 bis 2021 gehörte sie dem Landtag von Rheinland-Pfalz an.

## Leben und Beruf
Weller legte 2003 ihre Allgemeine Hochschulreife am Kopernikus-Gymnasium in Wissen ab. Nach einem Dualen Studium zur Diplom-Verwaltungswirtin (FH) beim Rhein-Sieg-Kreis und der Fachhochschule für öffentliche Verwaltung Köln war sie von 2009 bis 2011 Arbeitsvermittlerin im Jobcenter Kreis Altenkirchen in Betzdorf. Von 2011 bis 2019 war sie als Sachbearbeiterin beim Bundesministerium des Innern in Köln beschäftigt. Jessica Weller ist katholisch. Sie ist verheiratet, hat einen Sohn sowie eine Tochter und lebt mit ihrer Familie in Gebhardshain. Jessica Weller ist die Schwiegertochter des Trägers der Peter-Cornelius-Plakette Herbert Weller.

## Politik
Weller trat 2004 der CDU bei und ist seit 2014 Mitglied des Kreistages des Landkreises Altenkirchen, hier ist sie unter anderem stellvertretende Fraktionssprecherin der CDU-Kreistagsfraktion und Mitglied im Kreisausschuss. Seit 2019 ist sie Erste Beigeordnete der Ortsgemeinde Gebhardshain und Mitglied im Ortsgemeinderat Gebhardshain.
Seit dem 1. September 2019 war Weller Mitglied des Landtages von Rheinland-Pfalz. Sie rückte für Peter Enders nach, der im Wahlkreis Altenkirchen (Westerwald) direkt gewählt worden war und nach seiner Wahl zum Landrat des Kreises Altenkirchen bei der Kommunalwahl im Mai 2019 am 31. August 2019 sein Mandat aufgab.
Im Landtag arbeitete sie bis zu ihrem Ausscheiden nach der Landtagswahl 2021 im Ausschuss für Soziales & Arbeit, im Ausschuss für Umwelt, Energie, Ernährung & Forsten und im Ausschuss für Gleichstellung und Frauenförderung. Sie war forstpolitische Sprecherin der CDU-Landtagsfraktion.
Seit August 2019 ist sie Landesvorsitzende der CDA Rheinland-Pfalz und seit 2017 Bundesmitgliederbeauftragte der Frauen Union der CDU Deutschlands.